# 강각의 레기오스
《강각의 레기오스》(일본어: 鋼殻のレギオス 코카쿠노 레기오스[*], 영어: CHROME SHELLED REGIOS)는 아마기 슈스케 작품의 일본의 라이트 노벨이다. 삽화는 미유. 후지미 판타시아 문고 (후지미 쇼보)를 통해 2006년 3월부터 총 19권이 발매되었다. (2012년 2월 20일 기준)2015년완결났다 그 외에 《월간 드래곤 매거진》 (현 《드래곤 매거진》) 2006년 10월호부터 비정기적으로 단편이 연재되고 있다.
대한민국에서는 소설 시리즈를 대원씨아이에서 김소연이 번역하여 2008년 9월 15일에 『강각의 레기오스 1』라는 이름으로 1권을 발행한 이후 시리즈를 계속 출간하고 있다. 소설을 바탕으로 제작된 만화책 시리즈는 대원씨아이에서 이정운이 번역하여 2009년 7월 31일에 『강각의 레기오스 1』라는 이름으로 1권을 발행한 이후 시리즈를 계속 출간하고 있다. TV시리즈 애니메이션은 ㈜더블유에이지에서 수입하여 15세 이상 관람가 등급으로, 자사가 운영하는 스마트폰 실시간 TV 애플리케이션 마이씨앗과 마이씨앗의 인터넷 홈페이지를 통해 자막 버전을 공개하고 있다.